# Форель, Франсуа-Альфонс
Франсуа-Альфонс Форель (фр. François-Alphonse Forel; 2 февраля 1841, Морж — 7 августа 1912, Морж) — швейцарский учёный-естествоиспытатель, профессор медицины, врач, натуралист.
Основатель лимнологии.

## Биография
Родился на берегу Женевского озера.
Профессор медицины в университете Лозанны, где читал курс лекции по физиологии и анатомии. Кроме того, посвятил себя своей страсти — изучению озёр, в частности, Женевского озера. Проводил исследования биологии, химических свойств, циркуляции воды и осадка озёр и их взаимосвязей. Заложил основу для новой отрасли науки — лимнологии.
Свои открытия опубликовал 1892—1904 годах в трехтомном труде под названием «Le Léman: Monographie limnologique». Ф. Форель открыл явление изменения плотности в озёрах и нашел объяснение этому. Им также разработан способ определения цвета водоёмов. Эта так называемая шкала Форель-Уле сегодня всё ещё частично используется, хотя и заменена ныне на более точные методы.
Первым осуществил научное наблюдение явления сейши на Женевском озере в Швейцарии.
В дополнение к изучению гидрологии Ф. Форель посвятил себя изучению землетрясений и совместно с Микеле Стефано де Росси разработал шкалу Росси-Фореля для классификации землетрясений в зависимости от их интенсивности.
В память о вкладе в науку Франсуа-Альфонса Фореля его именем назван Институт при Женевском университете и горы Форель в Гренландии и Foreltinden на Шпицбергене (высотой 1275 м).

## Избранные труды
- Note sur la découverte faite à Schussenried de l’homme contemporain du renne. Lausanne 1867
- Beiträge zur Entwickelungsgeschichte der Najaden. Würzburg 1867
- Introduction à l'étude de la faune profonde du lac Leman. Lausanne 1869
- Expériences sur la température du corps humain dans l’acte de l’ascension sur les montagnes. Lausanne 1871-74, 3 Serien
- Rapport sur l'étude scientifique du lac Leman. Lausanne 1872
- Études sur les seiches du lac Leman. Lausanne 1873 u. 1875
- La faune profonde du lac Leman. Lausanne 1873 u. 1874
- Matériaux pour servir à l'étude de la faune profonde du lac Léman. Lausanne 1874-79
- Contributions à l'étude de la limnimétrie du lac Léman. Lausanne 1877-81
- Les causes des seiches. Archives de physique, 1878
- Températures lacustres. Archives de physique, 1880
- Seiches et vibrations des lacs et de la mer. Paris 1880
- Les variations périodiques des glaciers des Alpes; Rapports annuels. Genf 1881 u. 1882, Bern 1883 ff.
- Les tremblements de terre, étudiés par la commission sismologique suisse. Archives de Genève, 1881 ff.
- Limnimétrie du Léman. Mit Emile Plantamour, Lausanne 1881
- Die pelagische Fauna der Süßwasserseen. Biologisches Zentralblatt, Erlangen 1882
- Faune profonde des lacs suisses. Genf 1885
- Le lac Léman. 2. Auflage, Genf 1886
- Les microorganismes pélagiques des lacs de la région subalpine. Revue scientifique, 1887
- La thermique de la Méditerranée. Genf 1891
- Le Léman. Monographie limnologique. Lausanne 1892—1902
- Handbuch der Seenkunde. Stuttgart 1901